# Земляна Тетяна Овсіївна
Тетяна Овсіївна Земляна (нар. 20 січня 1917, містечко Озера Озерянської волості Кобеляцького повіту Полтавської губернії, тепер село Кобеляцького району Полтавської області — 21 січня 2000, село Озера Кобеляцького району Полтавської області) — українська радянська діячка, ланкова колгоспу «Іскра» Кишеньківського (потім — Кобеляцького) району Полтавської області. Герой Соціалістичної Праці (16.06.1950). Депутат Верховної Ради УРСР 3-го скликання.

## Біографія
Народилася в родині селянина-середняка. У 1929 році закінчила чотири класи неповної середньої школи у селі Озерах Кишеньківського району Полтавщини.
З липня 1930 року працювала колгоспницею, а з 1939 по вересень 1941 року — ланковою колгоспу «Іскра» села Озера Кишеньківського району Полтавської області. Під час німецько-радянської війни з 1941 по 1943 рік — на різних роботах у громадському дворі села Озер.
З вересня 1943 по травень 1959 — ланкова, з травня 1959 по березень 1973 року — бригадир комплексної бригади, з червня 1973 року — бригадир кормодобувної бригади колгоспу «Іскра» села Озера Кишеньківського (потім — Кобеляцького) району Полтавської області.
Брала активну участь у громадському житті. Обиралася депутатом Озерянської сільської ради депутатів трудящих, членом правління колгоспу, головою жіночої ради села.
Потім — на пенсії в селі Озера Кобеляцького району Полтавської області.

## Нагороди
- Герой Соціалістичної Праці (16.06.1950) — за одержаний врожай кукурудзи 77 ц/га на площі 10 га.
- два ордени Леніна (16.06.1950,)
- медаль «За доблесну працю у Великій Вітчизняній війні 1941—1945 рр.»
- медаль «За доблесну працю. В ознаменування 100-річчя з дня народження Володимира Ілліча Леніна»
- медаль «Ветеран праці»
- медаль «ХХХ років Перемоги у Великій Вітчизняній війні 1941—1945 роках»
- медалі ВДНГ